# Línea 105 (Tucumán)
La Línea 105 es una línea de colectivos interurbana propiedad de Transportes Asociados U.T.E. Esta conecta las localidades de El Colmenar, San Miguel de Tucumán y Yerba Buena del Gran San Miguel de Tucumán.

## Recorrido

### Ramal El Colmenar- Yerba Buena[1][2][3]
Desde Rotonda Horco Molle (Yerba Buena), por Av. Juan D. Perón, Bascary, Country Jockey, Bascary, Av. Juan D. Perón, Rep. del Libano, Las Higueritas, San Francisco de Asis, Av. Juan D. Perón, Camino al Perú (acera oeste), Mendoza, L. V. Mansilla, San Juan, Viamonte, Mendoza, Av. Ejército del Norte, San Juan, Av. Mitre, 24 de Septiembre, Catamarca, San Juan, Muñecas, Av. Fco. de Aguirre, Diag. Lisando de la Torre, Colectora, P. de Mendoza, Catamarca, J. Hernandez, Muñecas, Pje. Granaderos, Rivadavia, Hernandez, W. Cross, Pje. Granaderos, Av. J. B. Justo, Ruta 305, Barrio Experimental II, Valle Hermoso, Ruta 305, Los Sauces, Barrio Loma Alta, Los Sauces, Ruta 305, Camino Gral. Lamadrid, Barrio Divino Niño, Ruta 305, Valle Hermoso, Barrio Experimental II, Ruta 305, Gob. Lucas Cordoba, Gob. Gutierrez, Av. San Ramon, Hernandez, Rivadavia, Pje. Granaderos, Muñecas, J. Hernandez, Catamarca, P. de Mendoza, Colectora, Diag. Lisando de la Torre, Av. Fco. De Aguirre, 25 de Mayo, Av. Sarmiento, Rivadavia, Córdoba, J. Colombres, San Martín, Marco Avellaneda, 24 de Septiembre, Av. Mate de Luna, 12 de Octubre, Don Bosco, J. L. Nougués, Santiago del Estero, Av. América, Av. Belgrano, Av. Juan D. Perón, Chile, Esquiu, San Francisco de Asis, Las Higueritas, Rep. del Libano, Av. Juan D. Perón, Bascary, Country Jockey, Bascary, Av. Juan D. Perón, Rotonda Horco Molle  (Yerba Buena).

## Lugares de Interés
- Universidad del Norte Santo Tomás de Aquino
- Plaza Urquiza
- Edificio Legislatura de Tucumán